# Gereb Oda
 (septembre 2019).
Le Gereb Oda est une rivière en Éthiopie, appartenant au bassin de la vallée du Rift.

## Propriétés
C’est une rivière à méandres, ayant un bassin de 68 km². Au pont sur la route principale vers Alamata, elle a une largeur de 24 mètres, avec un dénivelé de quatorze mètres par kilomètre. La granulométrie moyenne des matériaux du lit est 0,57 mm.

## Transport de sédiments
Cette rivière transporte une charge de fond, mais 99% du sédiment est en suspension.